# まんが海賊クイズ
『まんが海賊クイズ』（まんがかいぞくクイズ）は、1966年3月25日から1968年4月5日までNET(現：テレビ朝日)系列局で放送された子供向けクイズ番組である。東鳩製菓（現：東ハト）の一社提供。放送時間は毎週金曜 18時15分 - 18時45分 (JST) 。

## 概要
毎回5人の小学生×2チームが出場し、彼らがそれぞれ「おそ松チーム」と「だめ夫チーム」として「おそ松丸」・「だめ夫丸」といった海賊船を模した解答席に座り、様々なクイズに挑戦した。前年の1965年12月27日～12月30日11:00にテストケース（パイロット版）として同系列で放送した『まんが海戦クイズ』（まんがかいせんクイズ）が好評で、それをレギュラー化したものである。黒柳徹子の民放初出演番組でもあり、これ以降はニューヨーク留学時を除きNET→テレビ朝日で絶えずレギュラー番組を持ち続けている。
赤塚不二夫原作の『おそ松くん』と森田拳次原作の『丸出だめ夫』の人気にも便乗しており、赤塚・森田自身が海賊風の衣装を着て、各チームのキャプテン役としてレギュラー出演した。その斬新さも手伝い番組は2年続き、NETでは『あつまれ!クイズショー』まで6年半にわたり東鳩製菓提供の子供向けクイズ番組が続けられた。
森田による『丸出だめ夫』の連載は1967年で終了し、代わって『珍豪ムチャ兵衛』の連載が始まったため、「おそ松チーム」の対戦相手は「ムチャ兵衛チーム」に変更された。

## 出演者
- 黒柳徹子（司会）
- 赤塚不二夫（「おそ松丸」キャプテン）
- 森田拳次（「だめ夫丸」キャプテン）
- 木乃美光（クイズを出題する海賊役、構成も担当）
- 坂本新兵（いじわる水兵役、アシスタント）
- 藤子不二雄（ゲスト）
- 石森章太郎（ゲスト）
- 一峰大二（ゲスト）
- 山根赤鬼（ゲスト）
- 山根青鬼（ゲスト）
- 川崎のぼる（ゲスト）
- ムロタニ・ツネ象（ゲスト）
- 望月三起也（ゲスト）
- コント55号（ゲスト）
- 晴乃チック・タック（ゲスト）
- 多湖輝（ゲスト）
- ミュージカルぼーいず（ゲスト）
- E・H・エリック（後期準レギュラー）
- 田代まさし（小学生時代、「おそ松丸」クルーとして一般公募で出演）